# HTH Ligaen 2019-20
HTH Ligaen var den 84. sæson af Damehåndboldligaen. Team Esbjerg var forsvarende mestrer. HH Elite var oprykkerne fra 1. division.
Ligaen blev afbrudt på grund af Coronapandemien.
Som konsekvens af spredningen og frygten for COVID-19 meddelte Dansk Håndbold den 11. marts 2020, at man havde valgt at aflyse alle kampe, stævner og arrangementer for alle rækker de kommende 14 dage efter. Den 7. april 2020 besluttede udvalget for professionel håndbold i Dansk Håndbold at afslutte sæsonen 2019/2020 uden at færdigspille de resterende kampe i grundspillet, op-/nedrykningsspillet samt slutspillet.
Team Esbjerg indtog ligaens 1. plads på daværende tidspunkt, og derfor blev de kåret til danske mestre. EH Aalborg lå sidst i ligaen, og derfor rykkede de ned i 1. division. I 1.division blev Vendsyssel Håndbold kåret som vindere og rykkede dermed op i ligaen til sæsonen 2020/2021.

## Format som planlagt
Dette var formatet, som ligaen ville have brugt, hvis sæsonen ikke blev afkortet af coronapandemien:
Turneringen bliver afviklet med et grundspil og et slutspil. I grundspillet spiller alle holdene mod hinanden ude og hjemme, og ved afslutningen heraf går de otte bedste videre til playoff, mens det nederst placerede hold rykker direkte ned i 1. division. Det næstnederste og det tredjenederste hold spiller playoff-kampe mod nummer to og tre fra 1. division om pladser i næste års liga. Vinderne af 1. division rykkede automatisk op.
Playoffspillet for de bedste hold foregår i to puljer af fire hold, der spiller alle mod alle ude og hjemme. Efter dette afgør slutspillet DM-medaljerne, idet de to bedst placerede fra hver pulje går videre til semifinalerne. Semifinalerne bliver spillet bedst af tre kampe, og vinderne af semifinalerne går i finalen, mens taberne spiller bronzematch. Begge disse opgør blev ligeledes spillet bedst af tre kampe.

## Klubber
| Hold                   | Sted             | Hal                      | Kapacitet |
| ---------------------- | ---------------- | ------------------------ | --------- |
| Ajax København         | København        | Bavnehøj-Hallen          | 1.000     |
| EH Aalborg             | Nørresundby      | Nørresundby Idrætscenter | 800       |
| Herning-Ikast Håndbold | Ikast            | IBF Arena                | 2.850     |
| København Håndbold     | København        | Frederiksberg-Hallerne   | 1.468     |
| Nykøbing Falster       | Nykøbing Falster | Lånlet Arena             | 1.300     |
| Odense Håndbold        | Odense           | Odense Idrætshal         | 2.256     |
| Randers HK             | Randers          | Arena Randers            | 3.000     |
| Horsens HK             | Horsens          | Forum Horsens            | 4.000     |
| Silkeborg-Voel KFUM    | Silkeborg        | Jysk Arena               | 3.000     |
| Skanderborg Håndbold   | Skanderborg      | Fælledhallen             | 1.700     |
| Team Esbjerg           | Esbjerg          | Blue Water Dokken        | 2.549     |
| TTH Holstebro          | Holstebro        | Gråkjær Arena            | 3.000     |
| Viborg HK              | Viborg           | Vibocold Arena Viborg    | 3.000     |
| Aarhus United          | Aarhus           | Ceres Park               | 1.200     |

### Personale og Trøjer
| Hold                   | Direktør                   | Cheftræner        | Spilledragt producent | Hovedsponsor                                      |
| ---------------------- | -------------------------- | ----------------- | --------------------- | ------------------------------------------------- |
| Ajax København         | Mathias Berg               | Dennis Bo Jensen  | adidas                | Det Faglige Hus                                   |
| EH Aalborg             | Henrik Skals               | Simon Olsen       | Hummel                | Saphe, Sparekassen Vendsyssel                     |
| Herning-Ikast Håndbold | Jakob Mølgaard Christensen | Mathias Madsen    | Mizuno                | Sport 24, Danspin A/S, IBF A/S, Klimahuse A/S     |
| København Håndbold     | Janni Møller Thomsen       | Claus Mogensen    | Salming Sports        | ProfaGroup, Strategic Investments, Salming Sport  |
| Nykøbing Falster       | Henrik Hansen              | Jakob Larsen      | Puma                  | Basisbank, Scandlines                             |
| Odense Håndbold        | Lars-Peter Hermansen       | Karen Brødsgaard  | Craft Sportswear      | Sparekassen Sjælland-Fyn                          |
| Randers HK             | Per Rasmussen              | Niels Agesen      | Craft Sportswear      | Sparekassen Kronjylland                           |
| HH Elite               | Jørgen Møller              | Lars Frederiksen  | hummel                | Badelement                                        |
| Silkeborg-Voel KFUM    | Mikael Bak                 | Jakob Andreasen   | adidas                | Wila A/S, JYSK, Alm. Brand                        |
| Skanderborg Håndbold   | Jens Christensen           | Jeppe Vestergaard | Puma                  | AVK Danmark, Skanderborg Kommune, Natur Drogeriet |
| Team Esbjerg           | Hans Christian Warrer      | Jesper Jensen     | hummel                | Pedersen Gruppen, Skechers, Blue Water Shipping   |
| TTH Holstebro          | John Mikkelsen             | Pether Krautmeyer | hummel                | Vestjysk Bank                                     |
| Viborg HK              | Jørgen Hansen              | Jakob Vestergaard | Puma SE               | Spar Nord, Peter Larsen Kaffe, Sport 24           |
| Aarhus United          | Mads Hyllested Winther     | Heine Eriksen     | hummel                | Vestjysk Bank                                     |

### Stilling
| Pos | Hold                      | K  | V  | U | T  | M+  | M-  | MF   | P  | Kvalifikation eller nedrykning                               |
| --- | ------------------------- | -- | -- | - | -- | --- | --- | ---- | -- | ------------------------------------------------------------ |
| 1   | Team Esbjerg              | 23 | 19 | 2 | 2  | 666 | 533 | +133 | 40 | Vinder af HTH Ligaen 2019-20 avancement til Champions League |
| 2   | Odense Håndbold           | 23 | 18 | 0 | 5  | 672 | 545 | +127 | 36 | Avancement til EHF Cup                                       |
| 3   | Viborg HK                 | 23 | 17 | 1 | 5  | 633 | 531 | +102 | 35 | Avancement til EHF Cup                                       |
| 4   | København Håndbold        | 24 | 17 | 1 | 6  | 695 | 627 | +68  | 35 |                                                              |
| 5   | Silkeborg-Voel KFUM       | 24 | 14 | 2 | 8  | 652 | 619 | +33  | 30 |                                                              |
| 6   | Herning-Ikast Håndbold    | 23 | 14 | 2 | 7  | 621 | 546 | +75  | 30 | Avancement til EHF Cup (Pokalmester)                         |
| 7   | Aarhus United             | 23 | 12 | 2 | 9  | 564 | 555 | +9   | 26 |                                                              |
| 8   | Randers HK                | 23 | 10 | 3 | 10 | 587 | 589 | −2   | 23 |                                                              |
| 9   | Nykøbing Falster Håndbold | 23 | 10 | 2 | 11 | 581 | 585 | −4   | 22 |                                                              |
| 10  | Ajax København            | 23 | 6  | 1 | 16 | 517 | 604 | −87  | 13 |                                                              |
| 11  | TTH Holstebro             | 23 | 5  | 2 | 16 | 528 | 637 | −109 | 12 |                                                              |
| 12  | HH Elite                  | 23 | 4  | 0 | 19 | 521 | 647 | −126 | 8  |                                                              |
| 13  | Skanderborg Håndbold      | 23 | 3  | 1 | 19 | 504 | 599 | −95  | 7  |                                                              |
| 14  | EH Aalborg                | 23 | 3  | 1 | 19 | 549 | 673 | −124 | 7  | Nedrykning                                                   |

### Topscorere for grundspillet
Topscorerlisten for er gældende for til og med 24. spillerunde.
| Nr. | Spiller              | Klub                 | Mål |
| --- | -------------------- | -------------------- | --- |
| 1   | Mia Rej              | København Håndbold   | 170 |
| 2   | Melissa Petrén       | HH Elite             | 140 |
| 3   | Kristina Jørgensen   | Viborg HK            | 123 |
| 4   | Dione Housheer       | Nykøbing Falster HK  | 122 |
| 5   | Linn Blohm           | København Håndbold   | 117 |
| 6   | Sofia Deen           | Skanderborg Håndbold | 113 |
| 7   | Mai Kragballe        | Randers HK           | 110 |
| 8   | Celine Lundbye       | Aarhus United        | 108 |
| 8   | Jane Schumacher      | Silkeborg-Voel KFUM  | 108 |
| 10  | Cecilie Mørch Hansen | Randers HK           | 103 |
| 10  | Helene Kindberg      | Silkeborg-Voel KFUM  | 103 |

### Årets hold
Årets hold i HTH Ligaen 2019-20.
| Position       | Spiller                | Klub                |
| -------------- | ---------------------- | ------------------- |
| Målvogter      | Anna Kristensen        | Viborg HK           |
| Højre fløj     | Marit Røsberg Jacobsen | Team Esbjerg        |
| Højre Back     | Helene Kindberg        | Silkeborg-Voel KFUM |
| Playmaker      | Mia Rej                | København Håndbold  |
| Venstre Back   | Kristina Jørgensen     | Viborg HK           |
| Venstre fløj   | June Bøttger           | Aarhus United       |
| Stregspiller   | Linn Blohm             | København Håndbold  |
| Bedste spiller | Mia Rej                | København Håndbold  |

## Eksterne links
- HTH Ligaen hos DHF Arkiveret 2. januar 2020 hos  Wayback Machine